# Jean de La Forêt

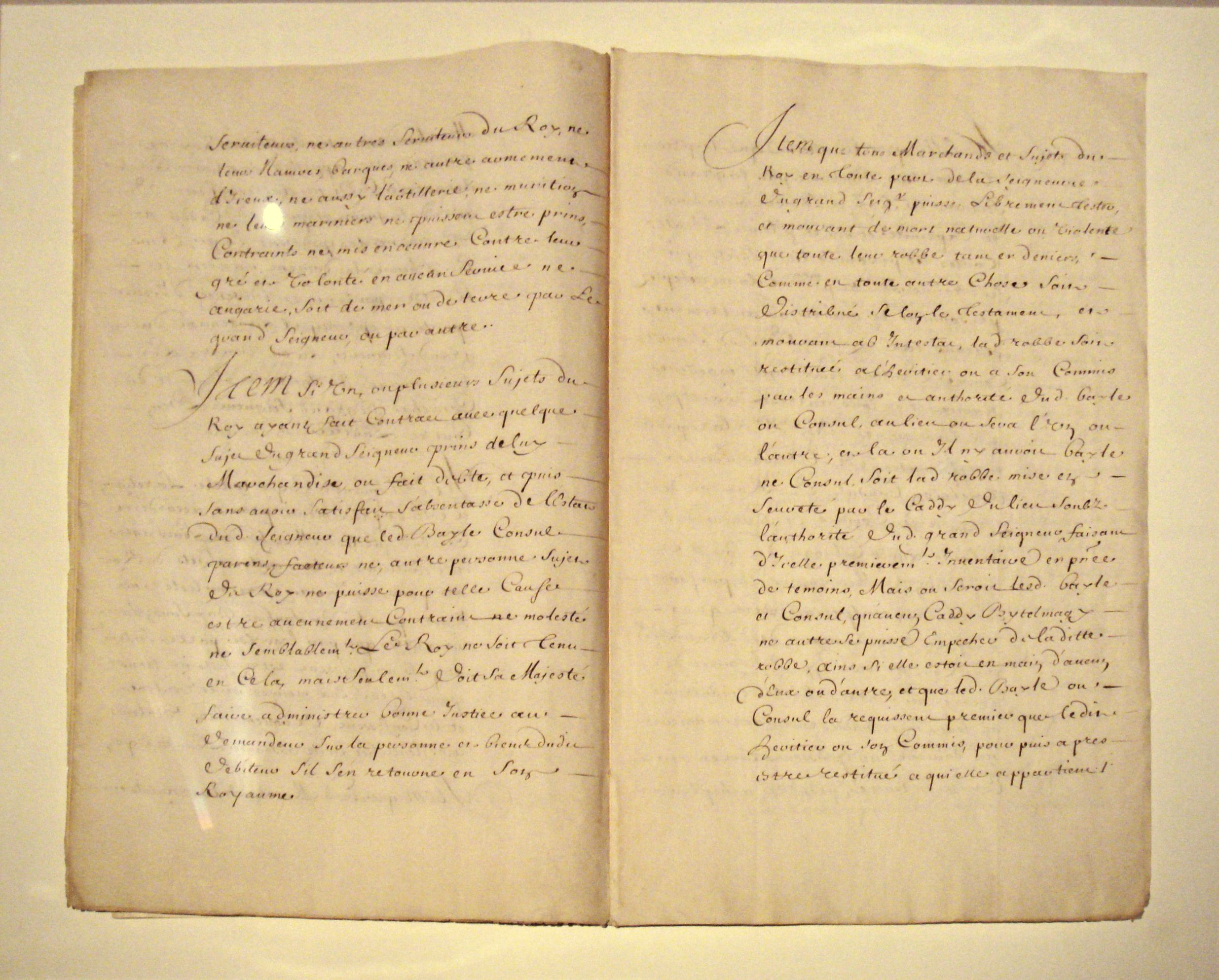
Bozza del Trattato del 1536 negoziato tra Jean de La Forêt e Ibrahim Pasha, pochi giorni prima del suo assassinio, ampliando a tutto l'Impero ottomano i privilegi ricevuti in Egitto dai mamelucchi prima del 1518.

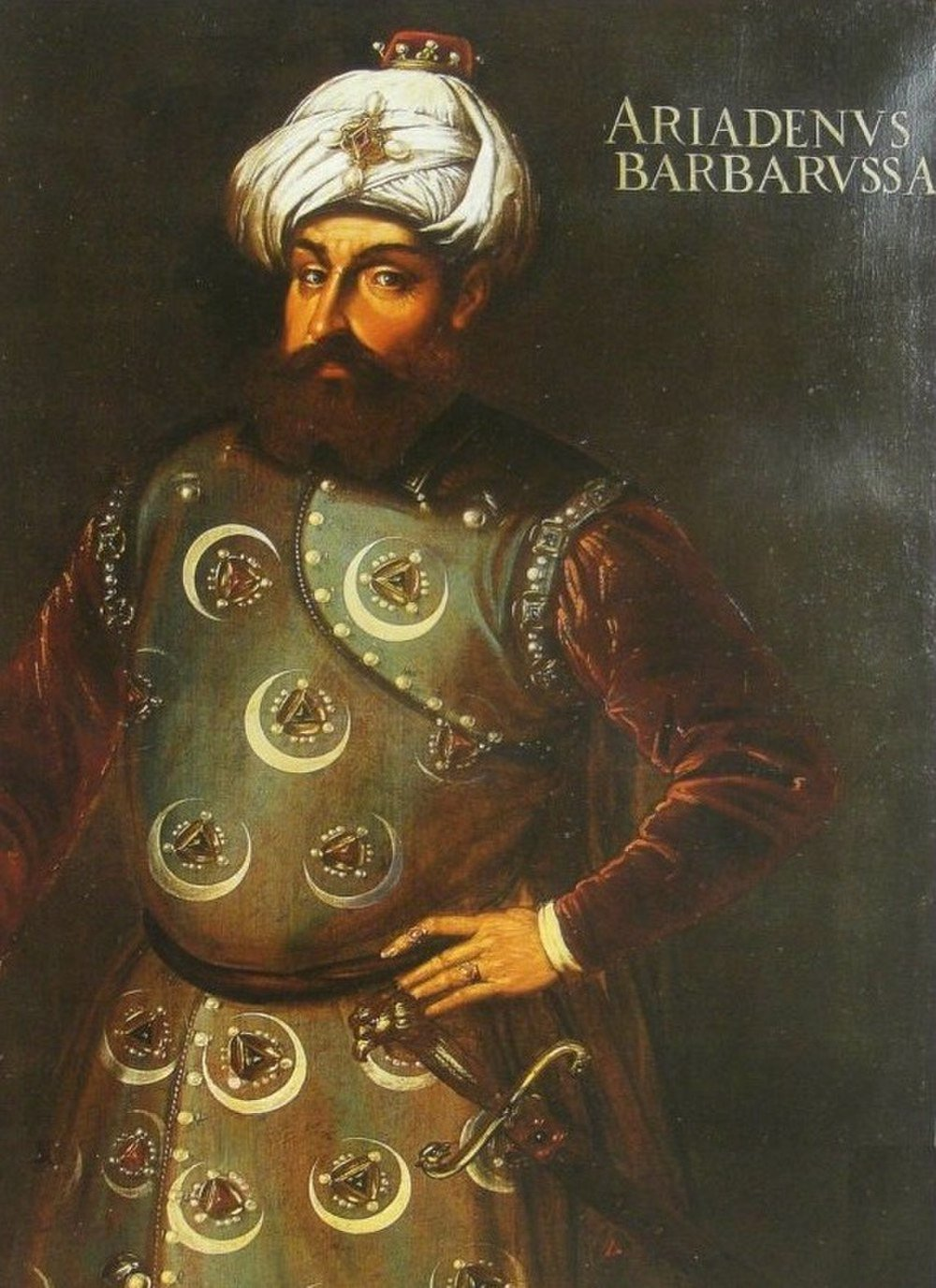
Jean de La Forêt negoziò con Hayreddin Barbarossa nel 1534.

Jean de La Forêt (... – Costantinopoli, 1537) è stato un ambasciatore francese, il primo ambasciatore ufficiale e permanente presso l'Impero ottomano, dal 1534 al 1537 Antonio Rincon lo precedette nel periodo 1530-1533 come inviato speciale presso la Sublime porta. Quando Jean de La Forêt morì a Costantinopoli nel 1537, gli succedette come ambasciatore ufficiale.

## Ambasceria presso l'Impero ottomano del 1534
Jean de La Forêt partì insieme con la rientrante ambasceria in Francia dell'Impero Ottomano. Sulla strada per Costantinopoli, approdò per la prima volta in Nord Africa, dove offrì a Hayreddin Barbarossa cinquanta navi e forniture in cambio di aiuto contro la Repubblica di Genova. Chiese anche ad Hayreddin di razziare le coste della Spagna "con ogni sorta di atto guerresco".
Giunse nella capitale ottomana nel maggio del 1534, accompagnato da suo cugino Charles de Marillac e dallo studioso Guillaume Postel, e cercò di esercitare un'influenza francese sugli affari ottomani. Accompagnò Solimano in Azerbaigian nella guerra ottomano-safavide contro la Persia, prima di ritornare a Costantinopoli agli inizi del 1536.
Jean de La Forêt era indirizzato a cercare privilegi commerciali, nonché accordi religiosi e militari tra la Francia e l'Impero Ottomano. Egli era stato istruito da Francesco I per ottenere "un milione in oro, che avrebbe messo al riparo da pericoli il Gran Signore". In cambio, Francesco I, proponeva nelle sue istruzioni a La Forêt: un ambasciatore, un trattato di alleanza perpetua, il commercio e la promessa "di mantenere tutta la cristianità tranquilla, senza guerra intrapresa contro di lui ... in una pace universale", indebolendo Carlo V "fino a quando egli non potrà più resistere".
Egli aveva anche istruzioni militari segrete per organizzare un'offensiva combinata in Italia nel 1535:
To the Grand Signor, Monsieur de La Forest must ask for 1 million in gold, and for his army to enter first in Sicilia and Sardinia and establish there a king whom La Forêt will nominate, a person who has credit and knows well these islands which he will retain in the devotion of, and under the shade and support of the King [of France]. Furthermore, he will recognize this blessing, and send tribute and pension to the Grand Signor to reward him for the financial support he will have provided to the King, as well as the support of his navy which will be fully assisted by the King [of France].»
Al Gran Signore, Monsieur de La Forêt deve chiedere un milione in oro, e per il suo esercito di entrare prima in Sicilia e Sardegna e installare lì un re, che la Forest nominerà , una persona che abbia credito e conosca bene queste isole che egli manterrà nella devozione di, e sotto l'ombra e il sostegno del re [di Francia]. Inoltre, egli riconoscerà questa benedizione, e invierà omaggi e finanziamenti al Gran Signore in ricompensa per il sostegno finanziario che sarà fornito al re, nonché il sostegno della sua flotta che sarà pienamente assistita dal Re [di Francia]»
(Istruzioni militari da Francesco I a Jean de La Forêt, 1535.)
Attraverso i negoziati di La Forêt con il visir Ibrahim Pasha si convenne che avrebbero avuto luogo operazioni militari congiunte contro l'Italia, in cui la Francia avrebbe attaccato la Lombardia mentre l'impero ottomano avrebbe attaccato da Napoli.

### Trattato franco-turco del 1536

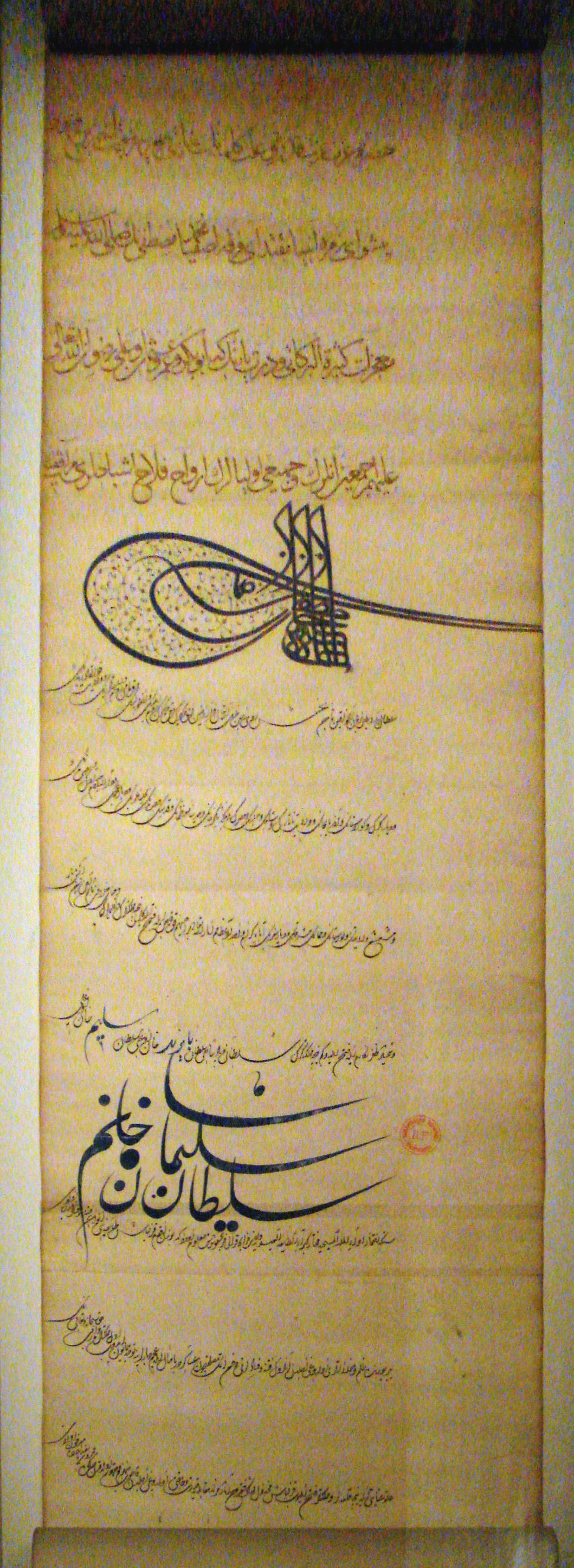
Lettera di Solimano a Francesco I del 1536, con la quale informava Francesco I del successo della campagna in Iraq, e acconsentiva alla permanenza di Jean de La Forêt alla corte ottomana.

Nel febbraio 1536, de la Forêt ottenne la firma del trattato commerciale detto Capitolazioni (del quale è stata trovata solo una bozza), che sarebbe stato il fondamento per l'influenza francese nell'Impero Ottomano e il Levante fino al XIX secolo. Solimano che apparentemente aveva qualche dubbio circa l'impegno francese, disse: "Come posso avere fiducia in lui? Ha sempre promesso più di quello che poteva mantenere", riferendosi alla mancanza di impegno francese nel 1534-35, in occasione della riconquista di Tunisi da parte di Carlo V, ma accettò comunque l'alleanza che prevedeva l'invasione del Piemonte, da parte di Francesco I, nei primi mesi del 1536.
Il trattato franco-turco del 1536 permise ai francesi, presenti sul territorio dell'Impero ottomano, di essere giudicati secondo le proprie leggi, in un tribunale consolare francese (uno status già concesso ai cittadini della Repubblica di Venezia), l'esenzione dalle imposte e tasse riscosse sugli stranieri non musulmani, e concessioni commerciali. Questo trattato offriva garanzie (in particolare extraterritorialità) che sarebbero diventate il modello per i futuri "trattati ineguali" tra le potenze europee e asiatiche. Con questo accordo, i tribunali francesi, chiesero che gli oggetti di valore sarebbero tutti rimasti extraterritoriali nell'Impero Ottomano. In un certo senso, i possedimenti francesi nell'impero ottomano sarebbero diventati i primi possessi stranieri della Corona francese, di fatto una colonia della Corona di Francia. Il protettorato francese venne esteso anche al Luoghi Santi di Gerusalemme. Entro il 1620, un terzo del commercio estero della Francia era realizzato con l'Impero Ottomano.
Il trattato commerciale in realtà era come una facciata per Jean de La Forêt, il cui ruolo principale era in realtà coordinare la collaborazione militare tra la Francia e l'Impero Ottomano.
Il trattato commerciale, tuttavia, sarebbe diventato importante a partire dalla seconda metà del XVI secolo.
Una volta che il trattato con i turchi era stato assicurato, Francesco I invase la Savoia nel 1536, dando così inizio alla guerra d'Italia del 1536-1538. Una flotta franco-ottomana rimase di base a Marsiglia dalla fine del 1536, minacciando Genova. Nel 1537 Hayreddin Barbarossa razziò le coste italiane e pose un assedio a Corfù, anche se questo fornì soltanto un'assistenza limitata ai francesi. Con Carlo V soccombente in battaglia e stretto tra gli invasori francesi e gli Ottomani, Francesco I e Carlo V alla fine firmarono una pace con la Tregua di Nizza del 18 giu 1538. La Forêt morì a Costantinopoli l'anno seguente. Carlo V ritornò ad indirizzare i suoi sforzi contro gli ottomani, solo per perdere la Battaglia di Prevesa il 28 settembre 1538.
Il visir morì subito dopo la stesura del trattato nel 1536, e non vi è dubbio che il trattato è stato formalmente ratificato, a questo punto, dal momento che venne trovata solo una bozza archiviata. Il trattato di alleanza tra la Francia e l'Impero Ottomano sarebbe poi stato ratificato successivamente nel 1569 con l'ambasciatore Claude du Bourg. Solimano comunque rispettò il contenuto del contratto, e lanciò il suo esercito, in attesa dell'offensiva francese.

### Missione scientifica
Jean de La Forêt fu accompagnato, nella sua ambasceria, dal linguista e scrittore francese Guillaume Postel, che guidò la ricerca scientifica nel corso della missione, e fece un resoconto molto positivo della civiltà ottomana e dei suoi sistemi educativo, giudiziario e del benessere, nel suo libro De Orbis terrae concordia Libri quattuor.